# نوربرت هاواتا
نوربرت هاواتا (بالفرنسية: Norbert Hauata)‏مواليد يوم 8 يونيو 1979،هو حكم دولي من بولينزيا الفرنسية التابعة لفرنسا.
أصبح هاواتا حكم دولي في 2008، شارك في كأس العالم تحت 17 سنة 2011،كأس أوقيانوسيا للأمم 2012،كأس العالم 2018.